# Necroshine
Necroshine – dziesiąty album studyjny amerykańskiej grupy muzycznej Overkill. Płyta dotarła do 37. miejsca listy Top Heatseekers w Stanach Zjednoczonych. Płyta dotarła do 82. miejsca niemieckiej listy sprzedaży Media Control Charts.

## Lista utworów
Opracowano na podstawie materiału źródłowego.
1. "Necroshine" (D.D. Verni, Bobby "Blitz" Ellsworth) – 6:03
2. "My December" (D.D. Verni, Bobby "Blitz" Ellsworth) – 5:01
3. "Let Us Prey" (D.D. Verni, Bobby "Blitz" Ellsworth) – 6:40
4. "80 Cycles" (D.D. Verni, Bobby "Blitz" Ellsworth) – 5:50
5. "Revelation" (D.D. Verni, Bobby "Blitz" Ellsworth) – 4:39
6. "Stone Cold Jesus" (D.D. Verni, Bobby "Blitz" Ellsworth) – 5:19
7. "Forked Tongue Kiss" (D.D. Verni, Bobby "Blitz" Ellsworth) – 4:02
8. "I Am Fear" (D.D. Verni, Bobby "Blitz" Ellsworth) – 4:30
9. "Black Line" (D.D. Verni, Bobby "Blitz" Ellsworth) – 4:43
10. "Dead Man" (D.D. Verni, Bobby "Blitz" Ellsworth) – 4:16

## Twórcy
Opracowano na podstawie materiału źródłowego.
- Bobby "Blitz" Ellsworth – śpiew
- Joe Comeau – gitara
- Sebastian Marino – gitara
- D.D. Verni – gitara basowa
- Tim Mallare – perkusja